# Verrucella rosea
Verrucella rosea är en korallart som beskrevs av Manfred Grasshoff 1999. Verrucella rosea ingår i släktet Verrucella och familjen Ellisellidae. Inga underarter finns listade i Catalogue of Life.